# Franz Steinfeld (l'ancien)
Pour les articles homonymes, voir Steinfeld.
Ne pas confondre avec son fils Franz Steinfeld (1787-1868), ni avec le major-général Franz von Steinfeld (de) (1828-1875).
Franz Steinfeld (dit l'ancien), né le 21 juillet 1750, et mort le 13 avril 1832 à Vienne, est un sculpteur autrichien. Il est le père de Franz Steinfeld.

## Biographie
Franz Steinfeld est né 21 juillet 1750. Il est le père de Franz Steinfeld (dit le jeune), il sculpte des personnages pour le parc de Schönbrunn. Franz Steinfeld meurt le 13 avril 1832 à Vienne.